# Гукасян Аркадій Аршавірович
Арка́дій Аршавірович Гукася́н (вірм. Արկադի Ղուկասյան; нар. 22 червня 1957 р., Степанакерт, Нагірно-Карабаська автономна область, Азербайджанська РСР), другий «президент» НКР у 1997—2007 роках.

## Життєпис
1974 — закінчив Степанакертську середню школу № 8, а в 1979 році — Єреванський державний університет, де навчався на факультеті російської мови та літератури.
Трудову діяльність розпочав у 1980 році в редакції газети «Советакан Карабах» («Радянський Карабах») — спочатку як кореспондент, а з 1981 року — заступник головного редактора цього видання.
З 1988 року — учасник карабаського національного руху, критикував політику Азербайджану та СРСР щодо вірмен Нагірного Карабаху.
У січні 1990 року був арештований і протягом місяця знаходився в ув'язненні в Ростові-на-Дону за статті, яка засуджує організаторів і виконавців вірменських погромів у Баку. Згодом неодноразово піддавався домашньому арешту.
У своїй журналістській діяльності Гукасян відстоював ідеї незалежності Нагірного Карабаху, був на фронті війни в Карабасі як військовий кореспондент.
У 1992 році був обраний депутатом парламенту Нагірно-Карабаської Республіки першого скликання.
У вересні 1992 року Гукасян був радником голови «Державного комітету оборони» (ДКО) НКР з політичних питань і керівником делегації НКР на переговорах з Азербайджаном під егідою Мінської групи ОБСЄ.
У липні 1993 року в НКР створюється МЗС, його першим керівником стає Гукасян.
З 1993 року Аркадій Гукасян — член «ради безпеки» НКР.
У вересні 1997 року Гукасяна обрано «президентом» НКР, 2002 року він обирається на другий термін.
У жовтні 2023 року, під час вирішальної війни в Карабасі, затриманий владою Азербайджану з іншим колишнім «президентом» Нагірного Карабаху Бако Саакяном та «головою парламенту» Давидом Ішханяном, їх було доставлено до Баку.

## Родина
Одружений, має двох дітей.